# Охраняемые природные территории Андорры

Андорра не имеет единой системы охраняемых природных территорий, та только предлагается к созданию. Вместо этого на территориях ряда объектов в Андорре действуют различные режимы охраны окружающей среды. Два объекта имеют статус природных парков, на территории четырёх (в том числе, в одном из природных парков) запрещена охота. Долина Мадриу-Перафита-Кларор числится в списке объектов всемирного наследия ЮНЕСКО, а также вместе с двумя природными парками защищена Рамсарской конвенцией о водно-болотных угодьях международного значения.
| Название                                                               | Режим охраны                                                       | Площадь, га | Местоположение                              | Изображение |
| ---------------------------------------------------------------------- | ------------------------------------------------------------------ | ----------- | ------------------------------------------- | ----------- |
| Долина Сортень (Parc Natural de la Vall de Sorteny)                    | Природный парк (1999) Запрет охоты (2000) Рамсарское угодье (2012) | 1080        | Ордино 42°37′12″ с. ш. 1°34′41″ в. д.       |             |
| Долины Комапедроза (Parc Natural Comunal de les Valls del Comapedrosa) | Природный парк (2003) Рамсарское угодье (2014)                     | 1542,6      | Ла-Масана 42°35′20″ с. ш. 1°27′54″ в. д.    |             |
| Долина Мадриу-Перафита-Кларор (Vall del Madriu-Perafita-Claror)        | Всемирное наследие (2004) Рамсарское угодье (2013)                 | 4247        | Юго-восток Андорры 42°29′ с. ш. 1°37′ в. д. |             |
| Энклар (Enclar)                                                        | Запрет охоты (1987)                                                | 2300        | Ла-Масана 42°30′25″ с. ш. 1°29′35″ в. д.    |             |
| Шишерелья (Xixerella)                                                  | Запрет охоты (1990)                                                | 700         | Ла-Масана 42°33′32″ с. ш. 1°28′44″ в. д.    |             |
| Валь-де-Рансол (Vall de Ransol)                                        | Запрет охоты (2000)                                                | 2300        | Канильо 42°36′ с. ш. 1°39′ в. д.            |             |